# Gran Sinagoga de Orán
La Gran Sinagoga de Orán (en árabe: معبد وهران العظيم; en francés: Grande synagogue d'Oran) fue construida y consagrada en 1880 por iniciativa de Simón Kanoui, pero su inauguración tuvo lugar solo hasta 1918. También conocida como Templo israelita, está situada en el antiguo bulevar Joffre, actualmente bulevar Maata Mohamed El Habib. Fue una de las sinagogas más grandes y más destacadas en el norte de África.
Tras el fin de la dominación francesa, se promulgó en 1963 el Código de Nacionalidad de Argelia que recién independizada concedió la ciudadanía solo a los musulmanes, y exigió que solo aquellos individuos cuyos padres y abuelos paternos tenían estatuto personal musulmán podrían convertirse en ciudadanos del nuevo estado. La mayoría judía residente fue conducida al exilio y solo unos pocos se quedaron atrás. La sinagoga fue confiscada y convertida en mezquita en 1975, actualmente se llama mezquita Abdalá bin Salam.